# Klan (computerspil)
 For alternative betydninger, se Klan (flertydig). (Se også artikler, som begynder med Klan)
I computerspil er en Klan eller en Guild en gruppe spillere der, ofte på regelmæssigt bassis, spiller sammen i et eller flere spil. Grupperne kan variere til at være alt fra et par få venner, til store organisationer på over 1000 medlemmer med forskellige strukturer og mål.
Klaner ses i dag i næsten alle onlinespil, så som first-person shooter, MMORPG og strategispil, og går til tider under forskellige navne alt efter spillets genre. I MMORPGer hedder de oftest "guilds" og i first-person shooter "clans", "teams" eller bare "hold". Men i nogle tilfælde opfindes der nye titler på det samme princip, så som i Eve Online hvor de kaldes "corporations", og i Star Wars Galaxies hvor de kaldes "player associations".

## War-Tags
Når en spiller er medlem af en klan, vil der i de fleste spil blive vist en kort tekst eller forkortelse foran spillerens navn. Denne tekst kaldes i nogle spil for et War-Tag, og bruges til at identificere hvilken klan spilleren kommer fra.